# Idles

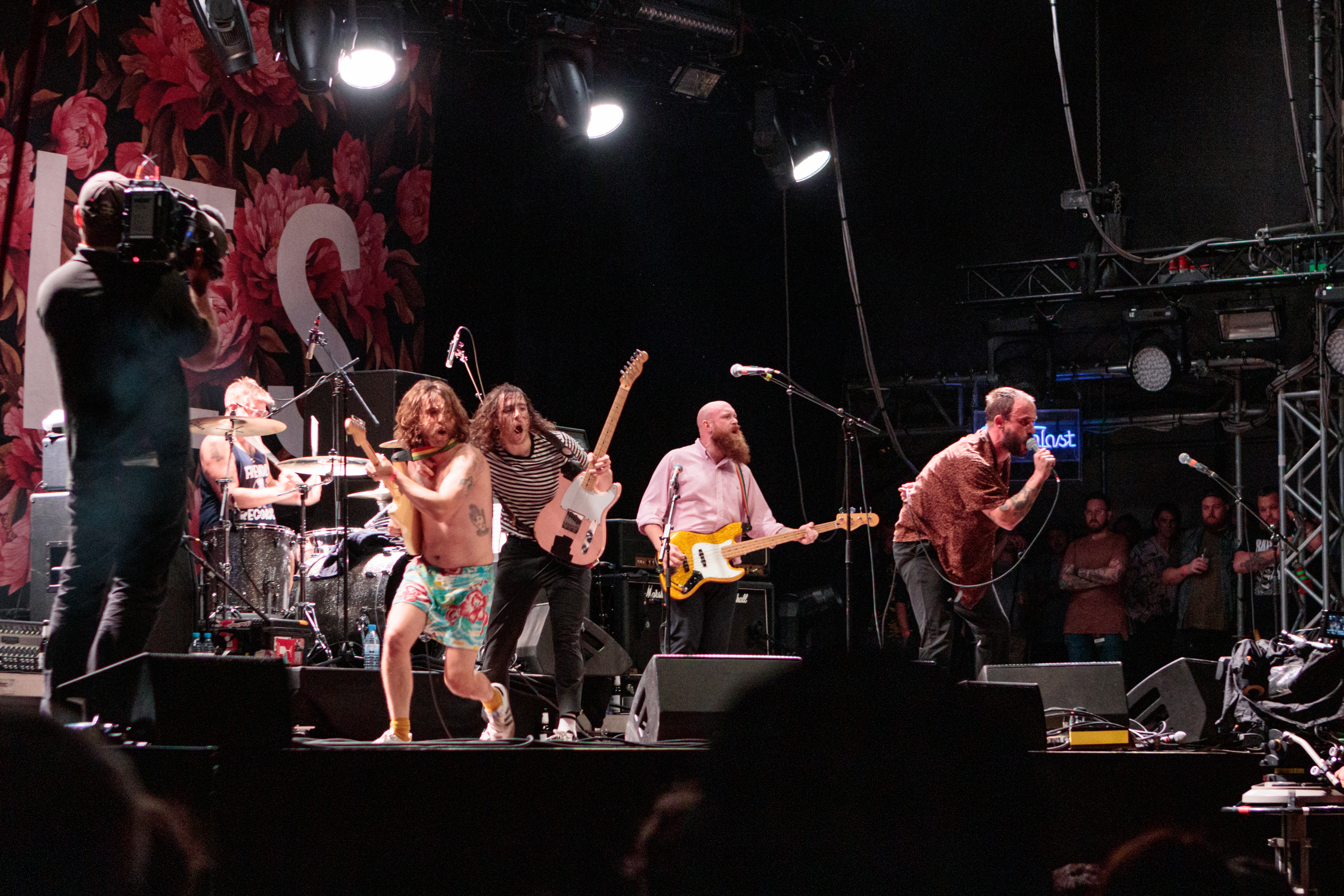
Idles, 2019.

Idles (stiliserat som IDLES) är ett brittiskt rockband, bildat i Bristol 2009. Bandet består av Joe Talbot (sång), Mark Bowen (gitarr), Lee Kiernan (gitarr), Adam Devonshire (bas) och Jon Beavis (trummor). Debutalbumet Brutalism kom 2017 och fick goda recensioner, liksom det andra albumet Joy as an Act of Resistance 2018. Deras tredje album, Ultra Mono, gavs ut 2020, och det fjärde, Crawler, 2021.

## Musikstil och teman
Idles har kategoriserats som punkrock och andra närliggande genrer, som postpunk, hardcore och post-hardcore. Bandets låtar har ett tydligt vänsterperspektiv; i texterna behandlas bland annat den brittiska samhällsutvecklingen under Torypartiet, toxisk maskulinitet och psykisk hälsa.

## Diskografi
- Brutalism (2017)
- Joy as an Act of Resistance (2018)
- Ultra Mono (2020)
- Crawler (2021)
- Tangk (2024)

## Medlemmar
Nuvarande
- Joe Talbot – sång (2009–)

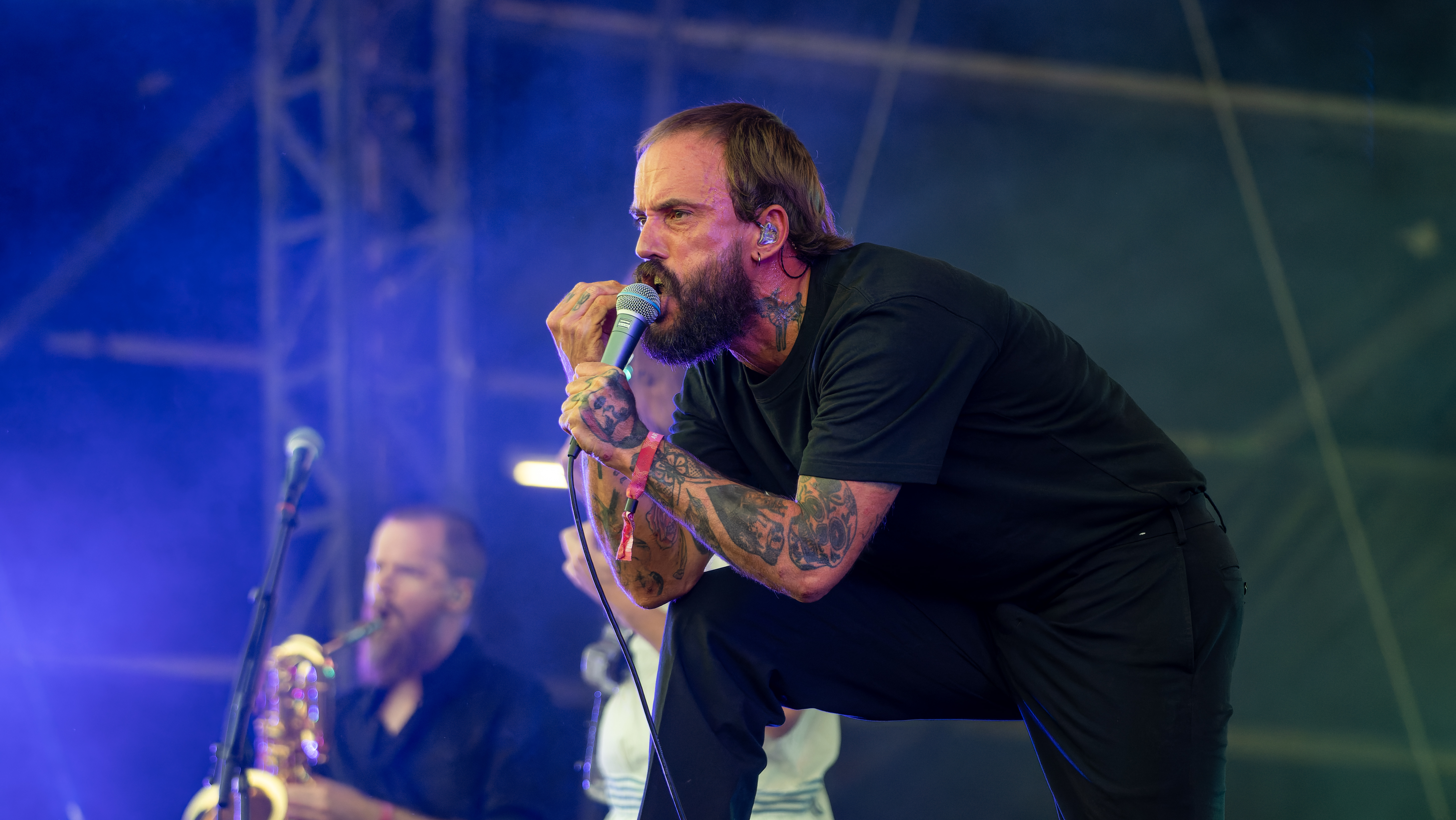
Joe Talbot, 2022.

- Adam Devonshire – bas, bakgrundssång (2009–)
- Mark Bowen – leadgitarr, bakgrundssång  (2009–), elektronik, keyboards (2021–)
- Jon Beavis – trummor, bakgrundssång (2011–)
- Lee Kiernan – rytmgitarr, bakgrundssång (2015–)

Tidigare
- Andy Stewart – rytmgitarr, bakgrundssång (2009–2015)
- Jon Harper – trummor (2009–2011)